# بني بويفرور (بني بويفرور)
بني بويفرور هي إحدى مشيخات المملكة المغربية، تتبع جغرافيا لإقليم الناظور وإداريًا لبني بويفرور. يقدر عدد سكانها بـ 7593 نسمة حسب الإحصاء الرسمي للسكان والسكنى لسنة 2004.